# Schwoitsch

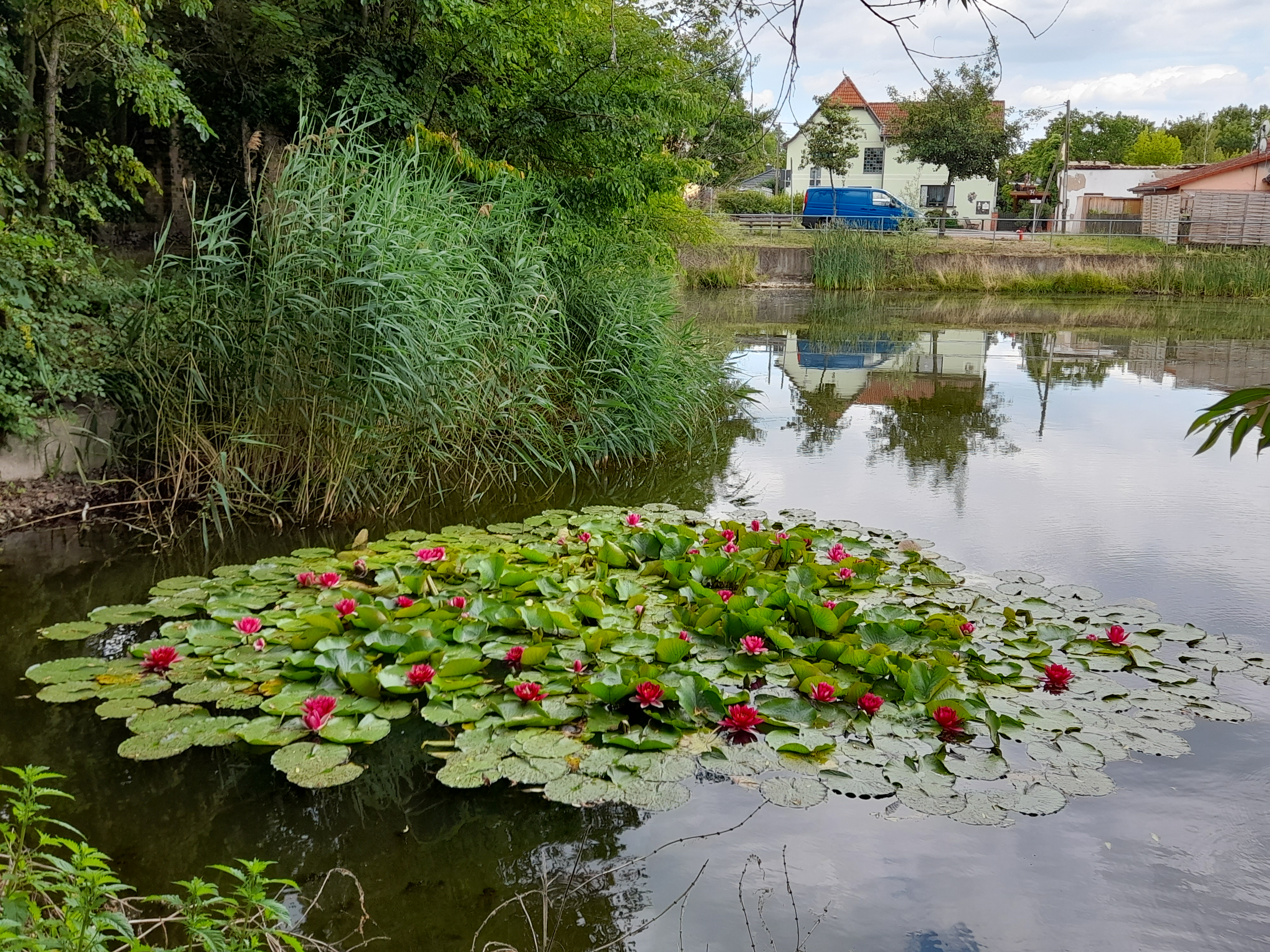
Teich in der Ortsmitte von Schwoitsch

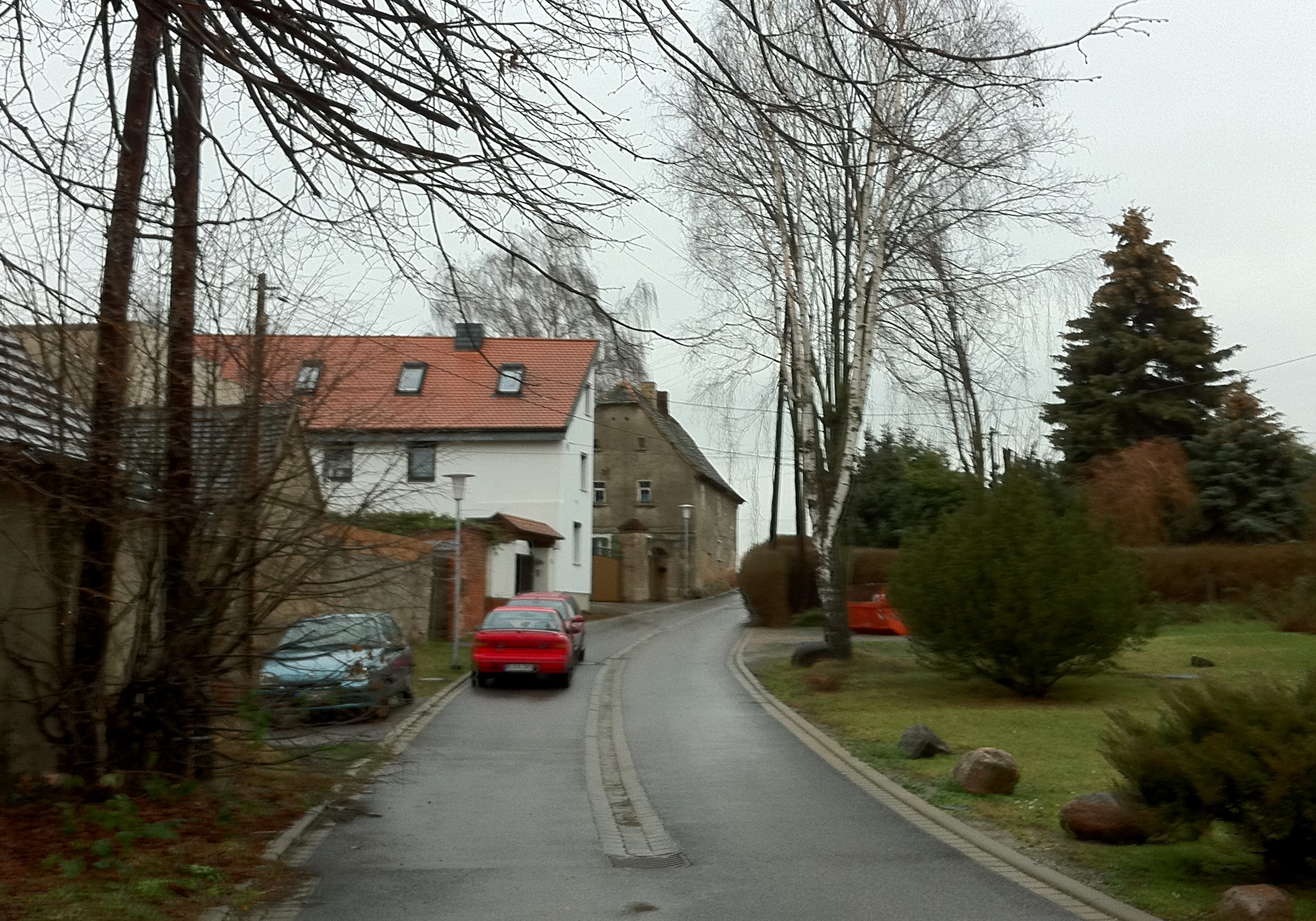
Straßenzug in Schwoitsch

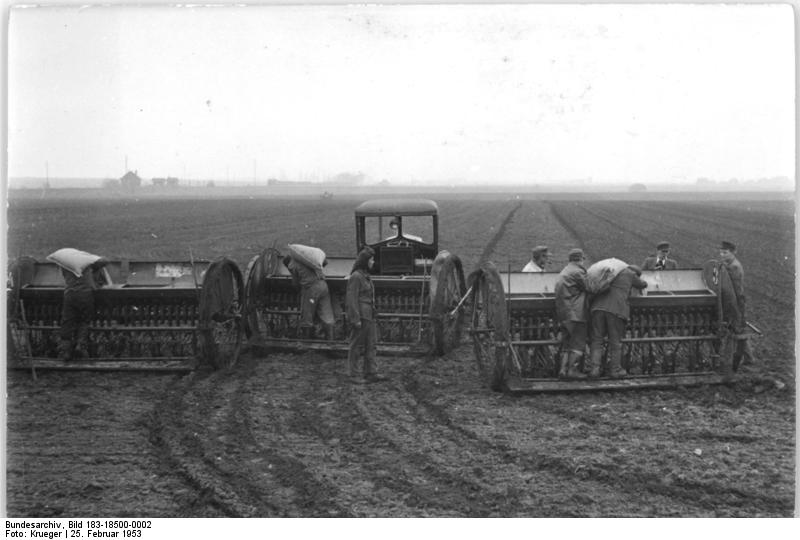
Feldarbeit der LPG Schwoitsch im Frühjahr 1953

Schwoitsch ist ein zum Ortsteil Gröbers der Gemeinde Kabelsketal gehörendes Dorf in Sachsen-Anhalt.

## Lage
Schwoitsch liegt in der Region zwischen den Großstädten Halle (Saale) und Leipzig nordöstlich von Gröbers. Nordöstlich der Ortslage verläuft die Bundesautobahn 14, südlich die Eisenbahnstrecke Magdeburg–Leipzig. Durch den Ort fließt der Bach Kabelske.

## Geschichte
Eine erste urkundliche Erwähnung ist aus dem Jahr 1371 als Zwoytz überliefert. Schwoitsch lag an einer historischen Salzstraße die zwischen Halle und Leipzig verlief. Schwoitsch gehörte zum Amt Giebichenstein im Saalkreis des Erzstifts Magdeburg. 1680 kam dieses als Herzogtum Magdeburg unter brandenburg-preußische Herrschaft. In der Zeit napoleonischer Besatzung (1807–1813) wurde der Ort dem Kanton Dieskau im Distrikt Halle (Departement der Saale) des Königreichs Westphalen zugeordnet.
Bei der politischen Neuordnung nach dem Wiener Kongress 1815 wurde Schwoitsch im Jahr 1816 dem Regierungsbezirk Merseburg der preußischen Provinz Sachsen angeschlossen und dem Saalkreis zugeordnet. 1851 und 1864 entstanden regional bedeutsame Zuckerfabriken. Darüber hinaus erfolgte der Untertageabbau von Braunkohle. In der Zeit der Jahrhundertwende zum 20. Jahrhundert erlangte Schwoitsch Bekanntheit für die Samenzucht von Rüben, Gemüse und Blumen.
1910 zählte der Ort 564 Einwohner. Bedeutung hatte im Ort die Arbeiterbewegung, die sich an Aktionen unter anderem bei der Niederschlagung des Kapp-Putsches im März 1920 beteiligte. 1925 war die Einwohnerzahl auf 501 Personen abgesunken. Am 1. Oktober 1926 wurde die Freiwillige Feuerwehr des Orts gegründet.
Zum 1. April 1938 wurde Schwoitsch nach Gröbers eingemeindet. 1941 kam es im Gottenzer Weg zu einem Scheunenbrand.
Im August 1962 brannte eine Mühle. Ein Jahr später, im August 1963, trat die Kabelske über die Ufer. Weitere Scheunenbrände gab es am 24. September 1967 im Delitzscher Weg/Mittelweg und im Dezember 1972 im Weidmannsweg.
Am 1. Januar 2004 folgte die Eingemeindung in die Einheitsgemeinde Kabelsketal.

## Bauwerke
Als denkmalgeschützte Gebäude sind die Villa Knauer, das sogen. Schloss Gröbers, Lindenweg 8, sowie die Villa Lindenstraße 10 ausgewiesen.

## Persönlichkeiten
- Karl Fischer (1780–1836), Opernsänger, Theaterschauspieler und Bühnenschriftsteller